# ウォレアイ語
ウォレアイ語（ウォレアイご）は、オーストロネシア語族ミクロネシア諸語に属する言語である。オレアイ語、メレヨン語とも呼ばれる。ミクロネシア連邦ヤップ州に属するカロリン諸島のウォレアイ環礁とその近隣で話されている。サタワル語とはかなりの部分で相互理解可能である。ウォレアイ語にはウォレアイ文字というラテン文字のアルファベットを基にした音節文字による表記体系が存在する。